# NJPW The New Beginning
The New Beginning est un pay-per-view annuel produit par la New Japan Pro Wrestling (NJPW), disponible uniquement en paiement à la séance et via Ustream. Il s'est déroulé pour la première fois en 2011 et deux éditions se déroulent chaque année durant le mois de février, à l'exception des éditions de 2012 et 2013. 

## Historique
| Année | Événement                           | Date                | Lieu                               | Ville                          | Spectateurs  | Événement principal |
| ----- | ----------------------------------- | ------------------- | ---------------------------------- | ------------------------------ | ------------ | --- |
| 2011  | The New Beginning in Tokyo 2011     | 15 février 2011     | Korakuen Hall                      | Tokyo, Kanto, Japon            | 1 500        | Hiroshi Tanahashi et Prince Devitt contre Kojima-gun (Satoshi Kojima et Taka Michinoku)                                                                                     |
| 2011  | The New Beginning in Sendai 2011    | 20 février 2011     | Sendai Sun Plaza Hall (en)         | Sendai, Tōhoku, Japon          | 3 200        | Hiroshi Tanahashi (c) contre Satoshi Kojima pour le IWGP Heavyweight Championship                                                                                           |
| 2012  | The New Beginning in Osaka 2012     | 12 février 2012     | Osaka Prefectural Gymnasium        | Osaka, Kansai, Japon           | 6 200        | Hiroshi Tanahashi (c) contre Kazuchika Okada pour le IWGP Heavyweight Championship                                                                                          |
| 2013  | The New Beginning in Hiroshima 2013 | 10 février 2013     | Hiroshima Sun Plaza Hall           | Hiroshima, Chūgoku, Japon      | 4 780        | Hiroshi Tanahashi (c) contre Karl Anderson pour le IWGP Heavyweight Championship                                                                                            |
| 2014  | The New Beginning in Hiroshima 2014 | 9 février 2014      | Hiroshima Sun Plaza Hall           | Hiroshima, Chūgoku, Japon      | 5 040        | Hiroshi Tanahashi (c) contre Shinsuke Nakamura pour le IWGP Intercontinental Championship                                                                                   |
| 2014  | The New Beginning in Osaka 2014     | 11 février 2014     | Bodymaker Colosseum                | Osaka, Kansai, Japon           | 6 400        | Kazuchika Okada (c) contre Hirooki Goto pour le IWGP Heavyweight Championship                                                                                               |
| 2015  | The New Beginning in Osaka 2015     | 11 février 2015     | Bodymaker Colosseum                | Osaka, Kansai, Japon           | 7 500        | Hiroshi Tanahashi (c) contre A.J. Styles pour le IWGP Heavyweight Championship                                                                                              |
| 2015  | The New Beginning in Sendai 2015    | 14 février 2015     | Sendai Sun Plaza Hall (en)         | Sendai, Tōhoku, Japon          | 2 900        | Shinsuke Nakamura (c) contre Yuji Nagata pour le IWGP Intercontinental Championship                                                                                         |
| 2016  | The New Beginning in Osaka 2016     | 11 février 2016     | Edion Arena Osaka                  | Osaka, Kansai, Japon           | 5 180        | Kazuchika Okada (c) contre Hirooki Goto pour le IWGP Heavyweight Championship                                                                                               |
| 2016  | The New Beginning in Niigata 2016   | 14 février 2016     | Aore Nagaoka                       | Nagaoka, Chūbu, Japon          | TBA          | Kenny Omega contre Hiroshi Tanahashi pour le IWGP Intercontinental Championship vacant                                                                                      |
| 2017  | The New Beginning in Sapporo (2017) | 5 février 2017      | Hokkaido Prefectural Sports Center | Sapporo, Hokkaido, Japon       | 5 545        | Kazuchika Okada (c) contre Minoru Suzuki pour le IWGP Heavyweight Championship                                                                                              |
| 2017  | The New Beginning in Osaka (2017)   | 11 février 2017     | Edion Arena Osaka                  | Osaka, Région du Kansai, Japon | 5 466        | Tetsuya Naito (c) contre Michael Elgin pour le IWGP Intercontinental Championship                                                                                           |
| 2018  | The New Beginning in Sapporo (2018) | 27, 28 janvier 2018 | Hokkaido Prefectural Sports Center | Sapporo, Hokkaido, Japon       | 4 862, 5 140 | Hiroshi Tanahashi (c) contre Minoru Suzuki pour le IWGP Intercontinental Championship, Kenny Omega (c) contre Jay White pour le IWGP United States Heavyweight Championship |
| 2018  | The New Beginning in Osaka (2018)   | 10 février 2018     | Edion Arena Osaka                  | Osaka, Région du Kansai, Japon | 5 481        | Kazuchika Okada (c) contre Sanada pour le IWGP Heavyweight Championship |